# Binges
Binges ist eine französische Gemeinde mit 865 Einwohnern (Stand 1. Januar 2022) im Département Côte-d’Or in der Region Bourgogne-Franche-Comté. Sie gehört zum Arrondissement Dijon und zum Kanton Auxonne.
Binges wird umgeben von Belleneuve im Norden, von Étevaux im Osten, von Remilly-sur-Tille im Süden und von Arc-sur-Tille im Westen.

## Bevölkerungsentwicklung
| Jahr                       | 1962 | 1968 | 1975 | 1982 | 1990 | 1999 | 2008 | 2012 | 2019 |
| Einwohner                  | 329  | 353  | 438  | 470  | 508  | 581  | 621  | 647  | 827  |
| Quellen: Cassini und INSEE |      |      |      |      |      |      |      |      |      |